# Angus Eve
Angus Eve (* 23. února 1972) je bývalý trinidadsko-tobažský fotbalový záložník, naposledy hrající za trinidadsko-tobažský klub San Juan Jabloteh, a současný fotbalový trenér. Je rekordmanem v počtu odehraných zápasů za reprezentaci Trinidadu a Tobaga.